# AWZ P70
De AWZ P70 "Zwickau", ook bekend als Zwickau P70 was een personenauto uit de Oost-Duitse autofabriek VEB Sachsenring Automobilwerk Zwickau in Zwickau. P70 staat voor Personenwagen met 700cc. De P70 was de opvolger van de IFA F8 en werd intern als F8 K aangeduid.

## Kenmerken
Het chassis bleef vrijwel gelijk aan dat van de F8, maar de wielbasis werd met 22 cm verkort. De motor was gebaseerd op die van de F8, maar beschikte over een lichtmetalen cilinderkop met in het midden geplaatste bougies (F8: gietijzer met opzij geplaatste bougies) en was 2 pk sterker. Versnellingsbak en schakeling bleven gelijk, nieuw was de van de IFA F9 stammende besturing. Een absolute noviteit was de carrosseriebeplating van kunststof, genaamd Duroplast. De P70 was de eerste in serie gebouwde personenauto die van kunststof beplating was voorzien. Daaronder bevond zich - zoals bij de F8 - een houten frame. Het raamoppervlak en de zitbreedte waren aanzienlijk groter dan bij de F8.

## Uitvoeringen
De P70 verscheen in drie uitvoeringen. De opbouw van de vanaf herfst 1955 geleverde Limousine (sedan) ontstond bij VEB Karrosseriewerke Dresden, soms ook met roldak maar zijn kofferruimte was nooit van buitenaf toegankelijk. Er waren in de DDR werkplaatsen die achteraf een kofferklep inbouwden. In 1956 en 1957 werden kleine wijzigingen doorgevoerd. Tot het einde van de productie werden meer dan 30.000 exemplaren van deze tweedeurs uitvoering gebouwd, de auto kostte 9.250 Oost-Duitse mark.

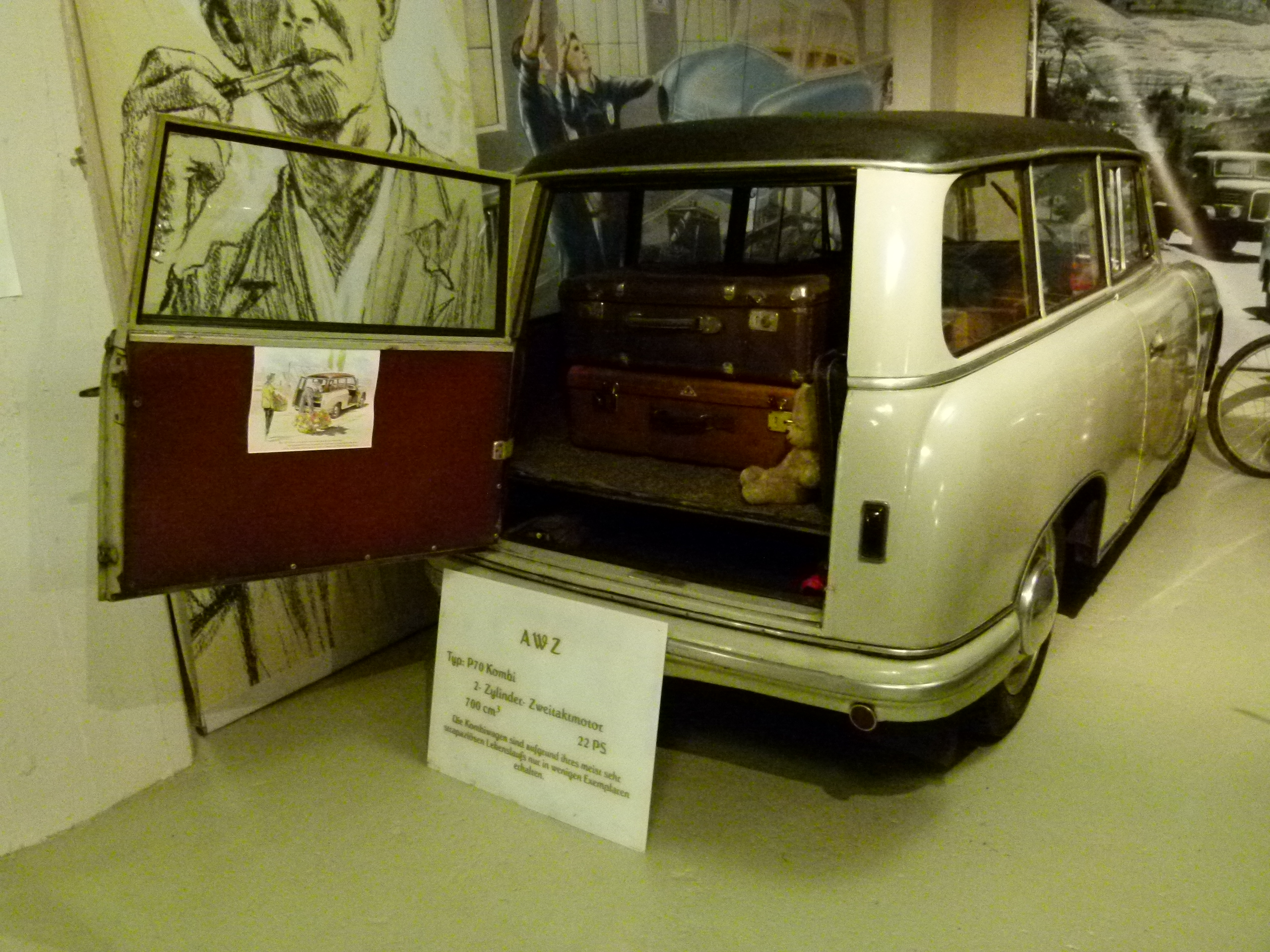
P70 Kombi

De Kombi-uitvoering (stationcar) van de P70, met een zijdelings scharnierende achterdeur, werd vanaf voorjaar 1956 aangeboden. Tot de B-zuil was hij identiek aan de Limousine, het dak bestond echter niet uit kunststof maar werd gemaakt van een met kunstleer bekleed vlechtwerk. Aanvankelijk ontstond de Kombi direct in de Zwickauer-fabriek, om vanaf eind 1956 eveneens in Dresden geproduceerd te worden. De Kombi was een populair exportproduct. Net als de Limousine beschikte hij over schuiframen, had tegengestelde ruitenwissers (vanaf 1957 parallel) en (als belangrijk onderscheid ten opzichte van de F8) een 12 volt-spanningsysteem met dynastart (daarvoor 6 volt). De meer dan 1000 maal geproduceerde Kombi kostte 9.900 Mark (DDR).

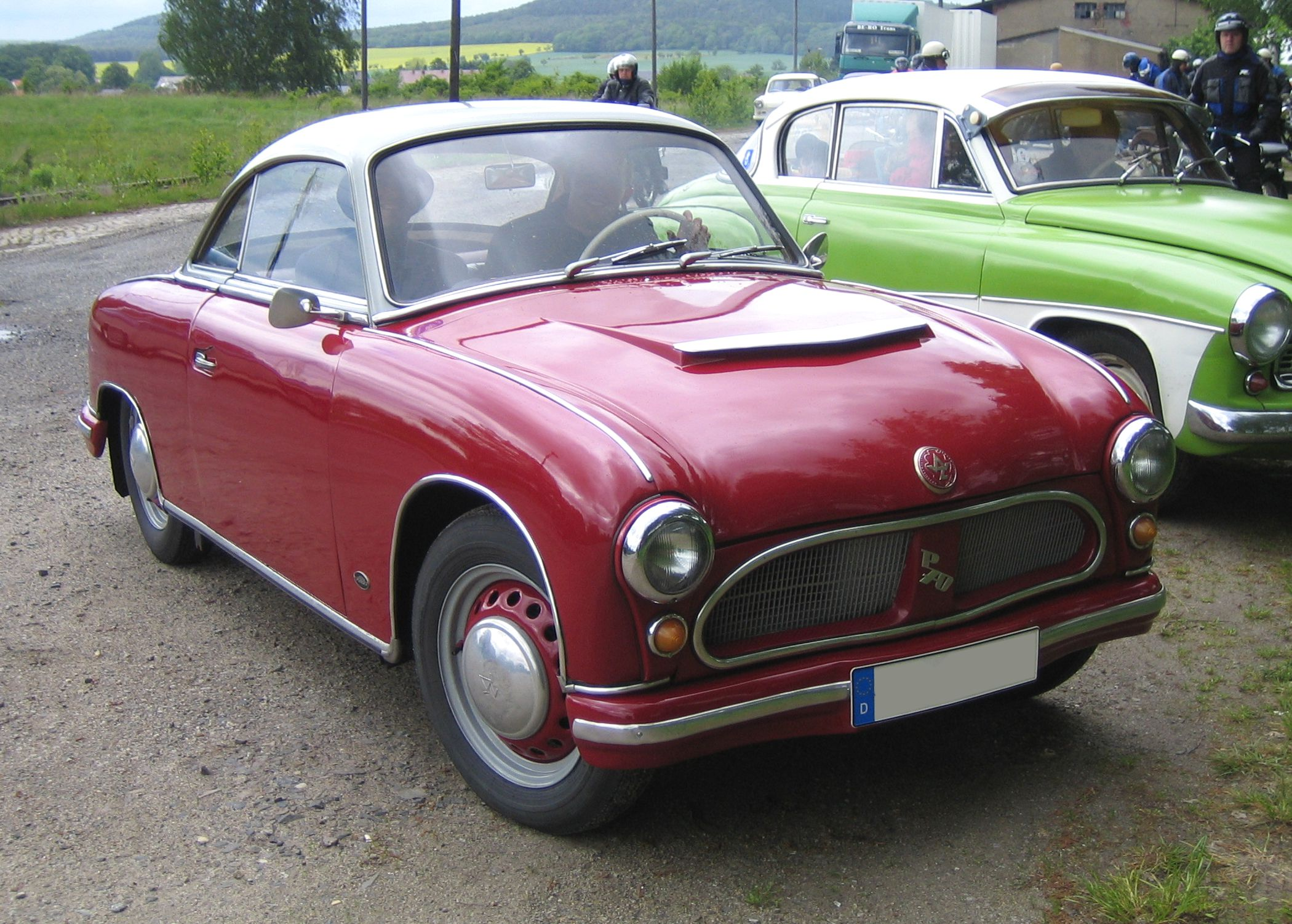
P70 Coupé

De derde carrosserievariant van de P70 was de 2+2 Coupé. Zeer veel slanker en eleganter dan de Limousine en Kombi maakte hij echt een goede indruk. Meestal was hij in twee kleuren gespoten. Op de motorkap troonde een bult met chroomrand en als enige P70-type kreeg de Coupé een kofferdeksel. De Coupé-opbouw ontstond eveneens in Dresden. De auto beschikte over het sinds 1956 gebruikte dashboard (combi-instrument met koelwatertemperatuurmeter) en de nieuwe verwarming. Niet alleen de draairamen maar ook de uitzetramen achter brachten een vleugje luxe. Tot 1959 ontstonden 1500 exemplaren van deze sportieve blikvanger, die in de DDR 11.700 Mark kostte.

## In Nederland

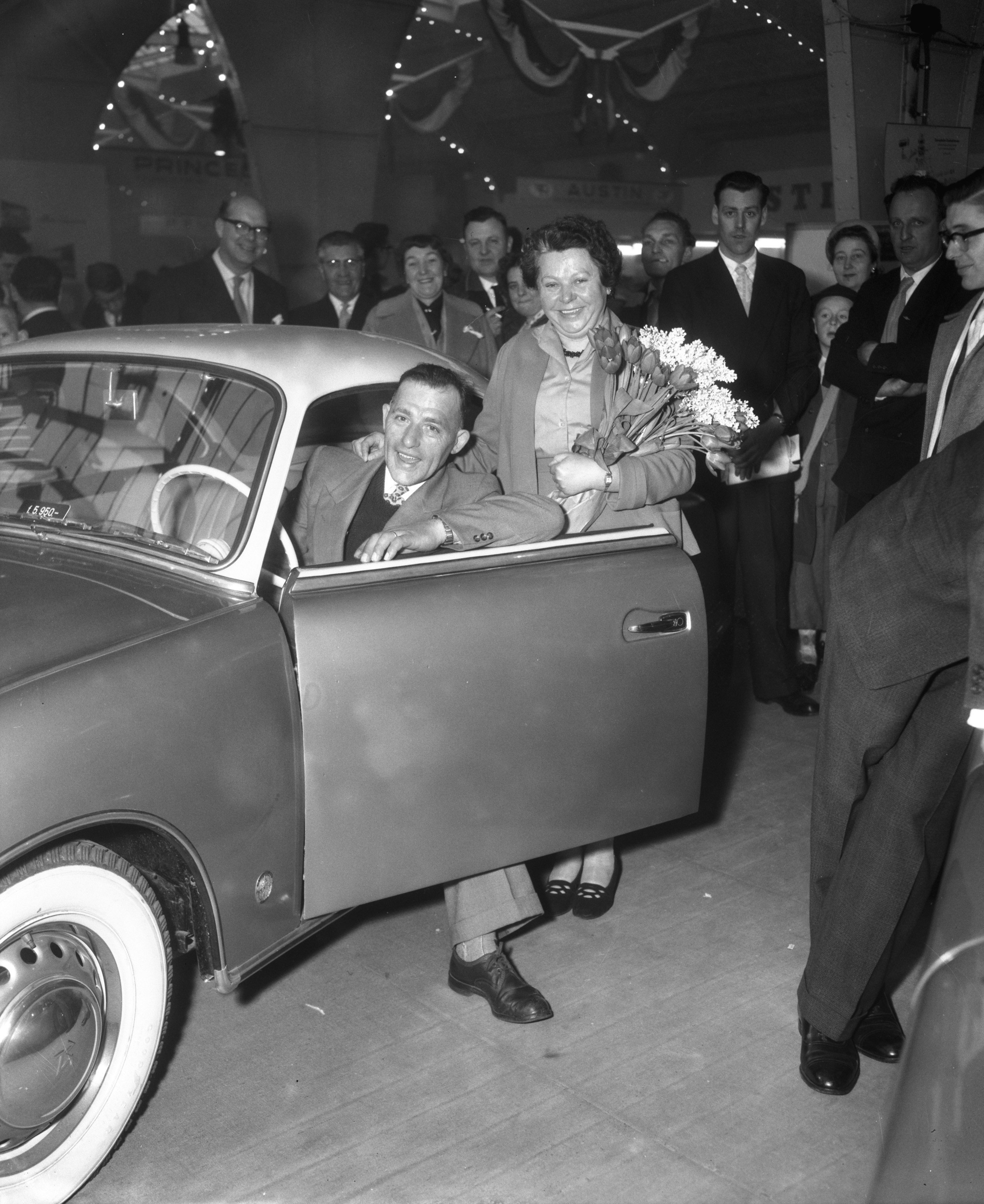
250.000ste bezoeker op de AutoRAI 1958 in een P70 Coupé.

De importeur in Nederland was De Binckhorst Auto & Motor Import in Den Haag. In februari 1956 presenteerde men de Zwickau type P70 op de AutoRAI. De auto werd aangeboden voor 4.495 gulden.

## Opvolging
Dankzij de economische groei in de DDR, die echter niet het niveau van het westerse Wirtschaftswunder bereikte, groeide de vraag naar motorisering. Hoge productieaantallen waren met de P70 niet haalbaar - het aandeel handwerk was te groot. Daarom besloten de verantwoordelijken een eenvoudig te produceren kleine auto op de markt te brengen. Om onafhankelijk van Westerse staalleveringen te zijn, werd de reeds bij de F8-motorkappen en de P70-beplatingen uitgeprobeerde kunststoftechnologie vervolmaakt. De zelfdragende carrosserie was weliswaar van staal maar werd bekleed met een katoen-fenolhars-mengsel, dat onder hoge druk in de juiste vorm geperst werd. De prototypes leken nog opvallend veel op de P70 maar kregen een luchtgekoelde tweecilindermotor en een vierversnellingsbak (voorheen drie).
Op 7 november 1957, de verjaardag van de Russische Oktoberrevolutie, begon de productie van de nulserie van de P50. De serieproductie begon in augustus 1958 onder de naam Trabant.